# قلعه القچین سفلی
قلعه القچین سفلی مربوط به دوره صفوی است و در شهرستان کهگیلویه، روستای القچین سفلی واقع شده و این اثر در تاریخ ۷ مهر ۱۳۸۱ با شمارهٔ ثبت ۶۲۸۷ به‌عنوان یکی از آثار ملی ایران به ثبت رسیده است.